# Kheir (cheval)
Pour les articles homonymes, voir Kheir.
Kheir est un cheval gris de race Barbe, né en 2004 au Haras national de Chaouchaoua en Algérie, puis offert en cadeau diplomatique au président Nicolas Sarkozy en 2007. Il est alors envoyé au haras national des Bréviaires, et dressé au spectacle équestre.

## Histoire
Kheir est né le 19 février 2004 au Haras national de Chaouchaoua, puis offert par le président de l'Algérie Abdelaziz Bouteflika au président de la France Nicolas Sarkozy, vraisemblablement le 5 décembre 2007, après sa visite d'Alger. Depuis 2008, soit depuis ses 3 ans, Kheir est hébergé au haras national des Bréviaires. Selon Jean-Louis Gouraud, il est atteint d'une épidémie d'artérite virale équine cette même année, ce qui conduit à sa castration ; cependant l'Institut français du cheval et de l'équitation indique qu'il a eu 7 poulains, nés entre 2011 et 2013.
Aux Bréviaires, Kheir est dressé au spectacle équestre par Loïs Bourdais, qui s'occupe des activités de spectacle de ce haras. Le cheval attire une certaine curiosité lors de ses représentations. D'après Libération, l'Élysée a censuré de la plaquette de présentation de l'édition 2010 du Salon du cheval de Paris parue en avant-première dans le mensuel équestre Cheval pratique, qui présentait un spectacle burlesque intitulé « Les pitreries du cheval du président », mettant en scène Kheir, pour mentionner uniquement un spectacle de dressage en liberté sans préciser les liens entre le président et ce cheval ; l'opération a vraisemblablement coûté des dizaines de milliers d'euros à l'Élysée,.
En 2013, le cheval n'avait encore jamais été visité par son propriétaire français, mais l'un des fils de Nicolas Sarkozy serait venu le voir.
En 2021, Kheir est toujours en vie, et participe à des spectacles au Haras national du Pin. L'année suivante, il est hébergé au Haras national de Pompadour.

## Description
Certaines sources de presse le décrivent comme étant de race Barbe,, d'autres de race Arabe, et d'autres encore, de race Arabe-Barbe. Ses données généalogiques enregistrées indiquent qu'il s'agit d'un Barbe. Il est de robe grise,, et mesure 1,55 m.
D'après Loïs Bourdais, Kheir a un « caractère bien trempé », mais est aussi « espiègle et joueur ».